# Радужне (Чечня)
Радужне (рос. Радужное) — село у Грозненському районі Чечні Російської Федерації.
Населення становить 2462 особи. Входить до складу муніципального утворення Побєдинське сільське поселення.

## Історія
Згідно із законом від 20 лютого 2009 року органом місцевого самоврядування є Побєдинське сільське поселення.

## Населення
| 1990 | 2002  | 2010  |
| ---- | ----- | ----- |
| 1832 | ↗2054 | ↗2462 |